# Сергиевская волость (Рославльский уезд)
Се́ргиевская волость — административно-территориальная единица в составе Рославльского уезда Смоленской губернии.
Административный центр — село Сергиевское (ныне Сергеевка Дубровского района Брянской области).

## История
Волость была образована в ходе реформы 1861 года.
В ходе укрупнения волостей, в 1922 году Сергиевская волость была упразднена, а её территория включена в состав Епишевской волости.
Ныне вся территория бывшей Сергиевской волости входит в Дубровский район Брянской области.

## Населённые пункты
По состоянию на 1904 год, в состав волости входили следующие населённые пункты:
- винокуренный завод Алешенский
- усадьба Бурькова Слобода
- деревня Быково
- пустошь Быково
- выселок Быково (Липовка)
- деревня Белёвка
- деревня Забегаевка (Бурькова Слобода)
- выселок Забегаевка
- хутор Кочева
- деревня Новое Колышкино
- деревня Новая Кочева
- деревня Плетневка (Летяга)
- усадьба Плетневка
- деревня Прилепы (Прилепово)
- село Сергиевское
- деревня Сердечкино (Сердечки)
- деревня Старое Колышкино
- деревня Старая Кочева
- деревня Струковка
- деревня Сурновка
- лесная дача Сурновская
- деревня Сетка (Жданово)
- хутор Сетка (Жданово)
- усадьба Сеща
- деревня Тананыкино
- село Трёхбратское
- деревня Харичи (Пеньково)
- деревня Холмовая Слобода
- деревня Шушеровка (Жданово)
- усадьба Шушерово